# مسیه ۲۱

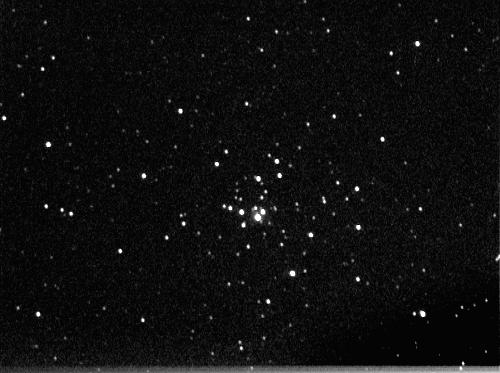
نمایی از خوشهٔ ستاره‌ای باز «مسیه ۲۱»

مسیه ۲۱ (به انگلیسی: Messier 21) یا ان‌جی‌سی ۶۵۳۱ یک خوشه ستاره‌ای باز در صورت فلکی کمان است که فاصله آن از زمین ۳۹۰۰ سال نوری و قدر ظاهری آن ۶.۵ است.